# Himantura microphthalma
Himantura microphthalma és una espècie de peix pertanyent a la família dels dasiàtids.

## Reproducció
És ovovivípar.

## Hàbitat
És un peix marí, demersal i de clima subtropical.

## Distribució geogràfica
Es troba al Pacífic nord-occidental: Taiwan.

## Observacions
És inofensiu per als humans.